# Sarah Jessica Parker
Sarah Jessica Parker, ameriška gledališka, televizijska in filmska igralka ter producentka, *25. marec 1965, Nelsonville, Ohio Združene države Amerike.
Sarah Jessica Parker je najbolje prepoznavna po vlogi Carrie Bradshaw v televizijski seriji Seks v mestu (1998–2004), za katero je bila nagrajena s štirimi zlatimi globusi, tremi nagradami Screen Actors Guild Awards in dvema emmyjema. Isto vlogo je imela tudi v filmu, ki je temeljil na seriji, Seks v mestu: Film (2008), ter nadaljevanju filma, Seks v mestu 2, ki je v kinematografih izšel 26. maja 2010.
Sarah Jessica Parker je zaigrala tudi v raznih filmih, kot so Footloose (1984), L.A. Story (1991), Medeni tedni v Vegasu (1992), Hocus Pocus (1993), Mars napada! (1996), Nova v družini (2005), Čez 30 in še pri tastarih (2006), Smart People (2008) in Kje sta Morganova? (2009).

## Zgodnje življenje
Sarah Jessica Parker se je rodila v Nelsonvilleu, Ohio Združene države Amerike, kot hči Barbare Parker (roj. Keck), učiteljice in šolske medicinske sestre, ter Stephena Parkerja, novinarja in podjetnika. Bila je ena od osmih otrok, ki jih je imela njena mama v zakonu z njenim očetom in v njenem drugem zakonu. Njena brata sta igralca Timothy Britten Parker in Pippin Parker. Po ločitvi od njenega očeta se je njena mama poročila z Paulom Forsteom, voznikom tovornjaka in računovodskega izvršitelja, ki je bil del življenja Sarah Jessice Parker že od zgodnjega otroštva. Njen oče, ki je prihajal iz Brooklyna, ima judovske in vzhodno-evropske korenine; originalni priimek njegove družine je »Bar-Kahn« (»Kohenov sin«). Njena mama ima angleške in nemške korenine; preko svoje mame je Sarah Jessica Parker potomka Esther Elwell, ene izmed žensk, obtoženih čarovništva, med Salemskim sojenjem čarovnikom. Sarah Jessica Parker se etnično in kulturno strinja z vero njenega očeta, judovstvom, čeprav je niso versko usposabljali. Pravi, da čeprav je njena družina živela v Cincinnatiju, je njena mama posnemala newyorški način življenja.
V otroštvu je Sarah Jessica Parker trenirala balet ter petje in kmalu so jo izbrali za igranje v Broadwayski gledališki igri The Innocents Williama Archibalda. Njena družina se je preselila v Cincinnati, Ohio, kasneje pa še v Dobbs Ferry, New York, mestece, blizu New Yorkja, da bi ji omogočili ustrezne pogoje za usposabljanje v igranju. Tam sta jo njena mama in očim spodbudila k temu, da je pričela s svojo kariero kot otroška igralka. Leta 1977 se je družina preselila v na novo načrtovano skupnost na Roosevelt Islandu, v East Riverju, med Manhattanom in Queensom, kasneje pa na Manhattan. Nato so se preselili v Englewood, New Jersey, kjer se je Sarah Jessica Parker šolala na srednji šoli Dwighta Morrowa.
Sarah Jessica Parker se je šolala na več šolah: najprej na šoli za kreativno umetnost in nastopanje v Cincinnatiju, nato na šoli ameriškega baleta v New York Cityju, kasneje pa še na poklicni otroški šoli in na Hollywoodski srednji šoli v Los Angelesu, Kalifornija.

## Kariera

### Začetek igranja (1974–1998)
Sarah Jessica Parker se je skupaj s štirimi brati in sestrami pojavila v gledališki igri Moje pesmi, moje sanje, ki so jo izvajali v teatru na prostem, Municipal Theatre (Muny), v St. Louis, Missouriju. Nato je bila izbrana za igranje v novem Broadwayskem muzikalu, Annie, v katerem je igrala med letoma 1977 in 1981; najprej je imela manjšo vlogo »July«, nato pa je marca 1979 nadomestila Andreo McArdle in Shelley Bruce v glavni vlogi sirote v obdobju velike gospodarske krize. Lik je igrala eno leto.
Leta 1982 je bila Sarah Jessica Parker izbrana za igranje ene izmed glavnih vlog v CBS-jevi televizijski seriji Square Pegs. Posneli so samo eno sezono serije, vendar je bila njena upodobitev sramežljive najstnice, ki prikazuje svoja skrivna hrepenenja, s strani kritikov dobro sprejeta. V treh letih, ki so sledila, je zaigrala v štirih filmih: najpopularnejša sta bila filma Footloose in Girls Just Wanna Have Fun, v katerem je zaigrala poleg Helen Hunt, iz leta 1984. Leta 1986 se je Sarah Jessica Parker pojavila v kultni klasiki Flight of the Navigator, Disneyjevem znanstveno-fantastičnem filmu.
Do zgodnjih devetdesetih je kariera Sarah Jessica Parker pridobila zagon. Leta 1991 je zaigrala v stranski vlogi v romantični komediji L.A. Story; oba, film in njen nastop, sta prejela v glavnem pozitivne ocene s strani filmskih kritikov. V naslednjem letu je zaigrala v stranski vlogi v uspešnem filmu Medeni tedni v Vegasu, v katerem je poleg nje zaigral tudi Nicolas Cage. Leta 1993 je zaigrala v dobro prodajanem filmu Hocus Pocus, ki pa je s strani filmskih kritikov v glavnem prejel negativne ocene. Istega leta je kot policistka poleg Brucea Willisa zaigrala v filmu Usodni val, naslednje leto pa je poleg Johnnyja Deppa kot dekle glavnega lika, Dolores Fuller, zaigrala v kritično uspešnem filmu Ed Wood.
Film Romanca v Miamiju (1995) je bila romantična komedija, v kateri je imela Sarah Jessica Parker glavno vlogo. Leta 1996 je zaigrala v filmu, ki ga je režiral Tim Burton, Mars napada! ter v filmih Klub vražjih babnic in The Substance of Fire, v katerem je upodobila lik, ki ga je zaigrala že leta 1991 v gledališču. Leta 1977 se je kot Francesca Lanfield, bivša otroška igralka, pojavila v komediji Till There Was You.

### Seks v mestu(1998–2004, 2008–2010)
Sarah Jessici Parker so poslali scenarij za HBO-jevo dramsko/komično televizijsko serijo Seks v mestu. Stvaritelj serije, Darren Star, je želel, da bi igralka sodelovala pri tem projektu. Kljub dvomih glede tega, da bi postala članica igralske zasedbe v televizijski seriji, ki bi jo snemali več časa, se je strinjala.
Potem, ko je bila že petkrat nominirana, je leta 2004 Sarah Jessica Parker prejela emmyja v kategoriji za »najboljšo glavno igralko v humoristični seriji« za svojo vlogo v tej seriji. Leta 2006 je Sarah Jessica Parker dejala, da ne bo »nikoli več snemala televizijske serije«.
Potem, ko so leta 2004 končali s snemanjem televizijske serije Seks v mestu, so v javnosti začele krožiti govorice o filmu, posnetem po seriji. Razkrili so, da so scenarij za tak projekt
že dokončali, vendar je v tistem času Sarah Jessica Parker dejala, da tega filma po vsej verjetnosti nikoli ne bodo posneli. Dve leti kasneje so se začeli pripravljati na snemanje filma in Seks v mestu: Film je izšel 30. maja 2008. Nadaljevanje filma, Seks v mestu 2, je izšlo leta 2010.

### Kasnejša dela
Poleg svojega dela pri filmskih in televizijskih projektih se Sarah Jessica Parker pogosto pojavlja v gledališču. Pojavila se je v glavnih vlogah v dobro sprejetih gledaliških igrah izven Broadwayja, kot so na primer igre Sylvia, How to Succeed in Business Without Really Trying, kjer je igrala poleg svojega bodočega moža, Matthewa Brodericka, ter v s Tonyjem nominirani igri Once Upon a Mattress.
Decembra 2005 je Sarah Jessica Parker po mnogih letih posnela svoj prvi film, Nova v družini; za vlogo je bila nominirana za zlati globus v kategoriji za »najboljšo igralko - Filmski muzikal ali komedija«. Njen naslednji film je bila romantična komedija Čez 30 in še pri tastarih, v katerem je poleg nje zaigral tudi Matthew McConaughey, je izšel 10. marca 2006 in malo zatem postal najbolje prodajani film v Severni Ameriki, saj je že v prvem tednu od izida zaslužil več kot 24 milijonov $, kljub temu pa je s strani filmskih kritikov prejel povprečne ocene. Njeno delo kot delo producentke se je nadaljevalo s tem, ko je producirala neodvisni filmi Spinning Into Butter, v katerem je igrala tudi sama. Film je temeljil na gledališki igri Rebecce Gilman.
20. julija tistega leta je kanal Bravo oznanil, da bodo na njihovem kanalu predvajali resničnostni šov, takrat poznan pod imenom American Artist, ki naj bi jo producirala Sarah Jessica Parker. Kot je napisal »oboževalec umetnosti«, bo Sarah Jessica Parker iskala vse umetnike nad sedemnajstim letom starosti in nazadnje izbrala tri finaliste, ki bodo tekmovali v oddaji. Idejo za resničnostni šov naj bi Sarah Jessici Parker dala njena tašča, katere delo je postalo znano šele potem, ko je ta umrla.
Sarah Jessica Parker je sodelovala pri ameriški verziji uspešne britanske televizijske serije Družinsko drevo, ki se je predvajala na kanalu NBC, na kateri slavnim osebnostim strokovnjaki pomagaj napisati družinsko drevo. Producentka serije je bila Lisa Kudrow, v seriji pa se pojavita tako Sarah Jessica Parker kot njen mož, Matthew Broderick, Lisa Kudrow in drugi.

## Modna industrija

### Oglaševanje
Leta 2000 je Sarah Jessica Parker gostila podelitev nagrad MTV Movie Awards, kjer je nosila štirinajst različnih oblek.
Postala je obraz mnogih modnih brandov in večkrat sodelovala pri njihovih oglaševalnih kampanijah. Avgusta 2003 je podpisala donosno pogodbo s podjetjem Garnier, v kateri se je zavezala, da se bo pojavljala na televiziji in v tisku, kjer bo promovirala njihove izdelke za lase iz zbirke Nutrisse.
Zgodaj leta 2004, kmalu zatem, ko so prenehali s snemanjem zadnje sezone serije Seks v mestu, je Sarah Jessica Parker podpisala 38 milijonov $ vredno pogodbo s podjetjem Gap. To je bila prva pogodba, v kateri je oseba podjetje oglaševala čez več kot eno kampanjo v zgodovini podjetja, v kateri je Sarah Jessica Parker podjetje promovirala od jeseni do pomladi leta 2005. Oglasi so bili v javnosti večkrat kritizirani; kot glamurozna modna poznavalka, kakršen je bil njen lik v televizijski seriji Seks v mestu, Carrie Bradshaw, je bila na smešen način prikazana tudi v reklami za podjetje Gap, zaradi česar je Sarah Jessica Parker začela veljati za slavno osebo, ki ne promovira visoke mode. Wendy Liebmann, vodja WSL-jeve trgovine na drobno, je podjetju Gap predlagala, da »potrebujejo ikono, a to naj bi bil sodoben obraz, ki bi [jih] zastopal … morda se počutijo nekoliko negotove, morda menijo, da potrebujejo nekaj višjega blišča pri svoji blagovni znamki.« Kakorkoli, oglas za njeno kampanjo je bil uspešen in Sarah Jessica Parker je postala nov, svež obraz podjetja Gap, pojavila se je v več reklamah, podjetje promovirala preko spleta in medijev ter na drugih prireditvah.
Marca 2005 se je njena pogodba s podjetjem Gap končala in nadomestili so jo s takrat sedemnajstletno britansko soul pevko Joss Stone. V tistem času je Joss Stone kot vzhajajoča zvezda povzročila veliko zmede v javnosti. Tiskovni predstavnik podjetja je takrat dejal: »Medtem ko bo podjetje Gap vedno poskušalo sodelovati s slavnimi, glasbeniki in vzhajajočimi zvezdniki, zaenkrat še nimamo namena podpisati dolgoročne pogodbe z neko osebo in vzpostaviti edinstvenega in posebnega razmerja, kakršno smo imeli s Sarah Jessico.«
Sarah Jessica Parker je leta 2005 izdala svoj parfum, imenovan »Lovely«. Marca 2007 je oznanila, da bo izdala svojo linijo oblačil, »Bitten«, in sicer v sodelovanju z verigo diskontnih trgovin z oblačili, Steve & Barry's. Linija je vključevala dele oblačil in dodatkov, ki so stala do 20 $ in je izšla 7. junija 2007 ekskluzivno pri trgovinah Steve and Barry's.
Julija 2007, po uspehu, ki ga je doživel njen prvi parfum, »Lovely«, je Sarah Jessica Parker izdala svojo drugo dišavo, »Covet«. Leta 2007 je bila gost v oddaji Modni oblikovalci Heidi Klum, kjer je sodelovala pri drugem izzivu. Leta 2008 je izdala dišavo »Covet Pure Bloom«, ki je predstavljala nadaljevanje parfuma »Covet«. Februarja 2009 je kot del svoje kolekcije dišav »Lovely« Sarah Jessica Parker izdala tri nove dišave, in sicer »Dawn«, »Twilight« in »Endless«.

## Zasebno življenje
Sarah Jessica Parker je med letoma 1986 in 1991 hodila z igralcem Roberta Downeyja, Jr. Par se je spoznal na snemanju filma Prvorojenka. Robert Downey, Jr. je bil v tistem času zasvojen od drog, kar je zelo vplivalo na njuno razmerje. Sarah Jessica Parker je kasneje povedala: »Verjamem, da sem oseba, ki ga je držala pokonci.«
19. maja 1997 se je Sarah Jessica Parker poročila z igralcem Matthew Broderick, s katerim je pričela hoditi, ko ju je predstavil eden izmed njenih bratov pri podjetju Naked Angels, za katerega sta v tistem času oba delala. Par se je poročil s civilnim obredom v zgodovinski sinagogi v Lower East Sideu, Manhattan. 28. oktobra 2002 se je rodil njun sin, James Wilkie Broderick. Poimenovala sta ga po očetu Matthewa Bodericka, igralcu Jamesu Josephu Brodericku in scenaristu Wilkie Collins.
Matthew Boderick in Sarah Jessica Parker sta najela nadomestno mamo, ki je 22. junija 2009 rodila dvojčici Marion Loretto Elwell in Tabitho Hodge. Njuni srednji imeni, »Elwell« in »Hodge«, prihajata iz družine njene mame.
Od leta 2009 dalje skupaj z možem, sinom in hčerama živi v New Yorkju, več časa pa preživijo tudi v njihovem drugem domu, ki stoji blizu Kilcarja, v vasi, imenovani County Donegal, na Irskem, kjer je Matthew Boderick preživel veliko poletij kot otrok.
Sarah Jessica Parker je ugledna članica Hollywoodskega ženskega političnega odbora. Je Unicefova predstavnica za umetnosti nastopanja; leta 2006 je kot slavna ambasadorka odpotovala v Liberijo. O potovanju je kasneje povedala: »To je prostor, ki mu posvečamo tako malo pozornosti, zato bomo poskušali kraj več promovirati.« V Združenih državah Amerike ima vlogo UNICEF-ove ambasadorke dobre volje. 5. marca 2010 se je pojavila v prvi epizodi ameriške verzije britanske televizijske serije Družinsko drevo, kjer je odkrila, da so njeni predniki med letoma 1849 in 1850 delali v kalifornijskih rudnikih zlata, leta 1692 pa je bila ena izmed njenih prednic obtožena čarovništva med Salemskim sojenjem čarovnikom.

## Filmografija

### Filmi
| Leto | Naslov                               | Vloga                                | Opombe |
| ---- | ------------------------------------ | ------------------------------------ | --- |
| 1974 | Deklica z vžigalicami                | Deklica z vžigalicami                | Kot Sarah Parker |
| 1982 | My Body, My Child                    | Katy                                 | Televizijski film |
| 1983 | Somewhere Tomorrow                   | Lori Anderson                        | |
| 1984 | Footloose                            | Rusty                                | Nominirana - Young Artist Award za najboljšo stransko mlado igralko v glasbenem filmu, komediji, pustolovskem filmu ali drami |
| 1984 | Prvorojenka                          | Lisa                                 | |
| 1985 | Girls Just Want to Have Fun          | Janey Glenn                          | |
| 1986 | Flight of the Navigator              | Carolyn McAdams                      | |
| 1991 | L.A. Story                           | SanDeE*                              | |
| 1992 | In the Best Interest of the Children | Callie Cain                          | |
| 1992 | Medeni tedni v Vegasu                | Betsy/Donna                          | |
| 1993 | Usodni val                           | Jo Christman/Detektivka Emily Harper | |
| 1993 | Hocus Pocus                          | Sarah Sanderson                      | |
| 1994 | Ed Wood                              | Dolores Fuller                       | |
| 1995 | Miami Rhapsody                       | Gwyn Marcus                          | |
| 1996 | Mars napada!                         | Nathalie Lake                        | |
| 1996 | If Lucy Fell                         | Lucy Ackerman                        | |
| 1996 | Klub vražjih babnic                  | Shelly Stewart                       | Nominirana - Satellite Award za najboljši nastop filmske igralke v stranski vlogi - Komedija ali muzikal National Board of Review Award za najboljšo igralsko zasedbo (skupaj z Bette Midler, Goldie Hawn, Diane Keaton, Maggie Smith, Danom Hedayo, Stockardom Channingom, Victorjem Garberjem, Stephenom Collinsom, Elizabeth Berkley, Marcio Gay Harden, Bronsonom Pinchotom, Jennifer Dundas, Eileen Heckart, Philipom Boscom, Robom Reinerjem, Jamesom Naughtonom, Arijem Greenbergom, Aido Linares) |
| 1996 | Extreme Measures                     | Jodie Trammel                        | |
| 1997 | 'Til There Was You                   | Francesca Lanfield                   | |
| 1999 | Gorski spopad                        | Nell Fenwick                         | |
| 2000 | Med Državno in Glavno                | Claire Wellesley                     | Florida Film Critics Circle Award za najboljšo igralsko zasedbo (skupaj z Alecom Baldwinom, Charlesom Durningom, Jimom Frangioneom, Clarkom Greggom, Vincentom Guastaferrom, Michaelom Higginsom, Philipom Seymourjem Hoffmanom, Rickyjem Jayjem, Jonathanom Katzom, Linda Kimbrough, Jordanom Lageom, Morrisom Lamoreom, Patti LuPone, Williamom H. Macyjem, Michaelom Jamesom O'Boyleom, Davidom Paymerjem, Rebecco Pidgeon, Charlotte Potok, Lionelom Markom Smithom, Allenom Souleom in Julio Stiles) National Board of Review Award za najboljšo igralsko zasedbo (skupaj z Alecom Baldwinom, Charlesom Durningom, Jimom Frangioneom, Clarkom Greggom, Vincentom Guastaferrom, Michaelom Higginsom, Philipom Seymourjem Hoffmanom, Rickyjem Jayjem, Jonathanom Katzom, Linda Kimbrough, Jordanom Lageom, Morrisom Lamoreom, Patti LuPone, Williamom H. Macyjem, Michaelom Jamesom O'Boyleom, Davidom Paymerjem, Rebecco Pidgeon, Charlotte Potok, Lionelom Markom Smithom, Allenom Souleom in Julio Stiles) Nominirana - Online Film Critics Society Award za najboljši nastop igralske zasedbe (skupaj z Alecom Baldwinom, Charlesom Durningom, Jimom Frangioneom, Clarkom Greggom, Vincentom Guastaferrom, Michaelom Higginsom, Philipom Seymourjem Hoffmanom, Rickyjem Jayjem, Jonathanom Katzom, Linda Kimbrough, Jordanom Lageom, Morrisom Lamoreom, Patti LuPone, Williamom H. Macyjem, Michaelom Jamesom O'Boyleom, Davidom Paymerjem, Rebecco Pidgeon, Charlotte Potok, Lionelom Markom Smithom, Allenom Souleom in Julio Stiles) |
| 2001 | Življenje brez Dicka                 | Colleen Gibson                       | Televizijski film |
| 2005 | Nova v družini                       | Meredith Morton                      | Nominirana - Zlati globus za najboljšo igralko - Filmski muzikal ali komedija |
| 2006 | Sladke skušnjave                     | Peggy Callas                         | |
| 2006 | Čez 30 in še pri tastarih            | Paula                                | Nominirana - Teen Choice Award za izbiro filmske igralke: Komedija |
| 2007 | Na tankem ledu                       | Sarah Daniels                        | |
| 2008 | Smart People                         | Janet Hartigan                       | |
| 2008 | Seks v mestu                         | Carrie Bradshaw                      | Nominirana - National Movie Award za najboljši nastop - Ženski Nominirana - People's Choice Award za najljubšo igralsko zasedbo (2009; skupaj s Kim Cattrall, Kristin Davis, Cynthio Nixon in Chrisom Nothom) Nominirana - Teen Choice Award za izbiro filmske igralke: Komedija |
| 2009 | Kje sta Morganova?                   | Meryl Morgan                         | Nominirana - Zlata malina za najslabšo igralko |
| 2010 | Seks v mestu 2                       | Carrie Bradshaw                      | Nominirana - ShoWest Convention Awards za najboljšo igralsko zasedbo (skupaj z Kim Cattrall, Kristin Davis in Cynthio Nixon) |

### Televizija
| Leto      | Naslov                     | Vloga           | Opombe |
| --------- | -------------------------- | --------------- | --- |
| 1982–1983 | Square Pegs                | Patty Greene    | Sezona 1 Nominirana - Young Artist Award za najboljšo mlado igralko v komični seriji (1984) |
| 1987–1988 | A Year in the Life         | Kay Erickson    | Miniserija, izdana leta 1986, ki je trajala eno sezono |
| 1990–1991 | Equal Justice              | Jo Ann Harris   | Dve sezoni |
| 1999      | Space Ghost Coast to Coast | Ona             | TV serija; ena epizoda |
| 1998–2004 | Seks v mestu               | Carrie Bradshaw | Glavna vloga Emmy za izstopajočo komično serijo (2001) Emmy Award za najboljšo glavno igralko v humoristični seriji (2004) Zlati globus za najboljšo glavno igralko - Glasbena televizijska serija ali komedija (2000, 2001, 2002, 2004) Gracie Allen Award za individualne dosežke za najboljšo glavno žensko igralko (1998) PGA Award za televizijskega producenta ene epizode leta - Komedija (2002, 2003; skupaj z Michaelom Patrickom Kingom, Cindy Chupack, Johnom P. Melfijem, Jenny Bicks in Jane Raab) Screen Actors Guild Award za izstopajoči nastop igralske zasedbe v komični televizijski seriji (2002, 2004; skupaj s Kim Cattrall, Kristin Davis in Cynthio Nixon) Screen Actors Guild Award za izstopajoči nastop glavne ženske igralke v komični seriji (2001) Women in Film Lucy Award za nagrado Lucy (1999; skupaj s Kim Cattrall, Kristin Davis in Cynthio Nixon) Nominirana - American Comedy Award za najzabavnejšo žensko igralko (glavno ali stransko) v televizijski seriji (2000, 2001) Nominirana - Emmy za izstopajočo komično serijo (2002, 2003, 2004) Nominirana - Emmy za najboljšo glavno igralko v humoristični seriji (1999, 2000, 2001, 2002, 2003) Nominirana - Zlati globus za najboljšo glavno igralko - Glasbena televizijska serija ali komedija (1999, 2003, 2005) Nominirana - PGA Award za televizijskega producenta ene epizode leta - Komedija (2003; skupaj z Michaelom Patrickom Kingom, Cindy Chupack, Johnom P. Melfijem, Jenny Bicks in Jane Raab) Nominirana - Screen Actors Guild Award za izstopajoči nastop igralske zasedbe v komični televizijski seriji (2001, 2003, 2005; skupaj s Kim Cattrall, Kristin Davis in Cynthio Nixon) Nominirana - Screen Actors Guild Award za izstopajoči nastop glavne ženske igralke v komični seriji (2000, 2002, 2005) |
| 2010      | Družinsko drevo            | Ona             | TV serija |

### Kot producentka
| Leto   | Naslov              | Vloga          | Opombe    |
| ------ | ------------------- | -------------- | --------- |
| 2002–4 | Seks v mestu        | Producentka    | 28 epizod |
| 2008   | Seks v mestu (film) | Ko-producentka |           |
| 2010   | Seks v mestu 2      | Producentka    |           |